# Euphyllodromia semivitrea
Euphyllodromia semivitrea es una especie de cucaracha del género Euphyllodromia, familia Ectobiidae.